# Kochavec
Kochavec je malá vesnice, část obce Rokytnice v okrese Zlín. Nachází se asi 2,5 km na jihovýchod od Rokytnice. Je zde evidováno 24 adres. Trvale zde žije 65 obyvatel.
Kochavec je také název katastrálního území o rozloze 1,65 km2.

## Název
Jméno Kochavec je zdrobnělina od (v případě této vesnice nedoloženého) Kochov odvozeného od osobního jména Koch, což byla domácká podoba některého jména obsahujícího Koli- (např. Kolimír) nebo jména Kochan. Význam místního jména Kochov byl "Kochův majetek".